# Carlos Pardo (escritor)
Carlos Pardo (Madrid; 26 de octubre de 1975) es escritor y gestor cultural español.

## Biografía
Ha residido en Madrid, Granada, en cuya universidad desarrolló estudios de Filología Hispánica, Córdoba y de nuevo en Madrid, donde trabajó como librero en las instalaciones del Museo Reina Sofía. Trabajó durante varios años en la librería Antonio Machado del Círculo de Bellas Artes de Madrid.
Publicó su primer libro de poemas a los diecinueve años, y desde entonces su presencia ha sido una constante en las antologías y recuentos de la poesía española reciente. Colabora como crítico literario en revistas como La estafeta del viento, Turia, Paraíso o Cuadernos Hispanoamericanos. Fue director de la revista de poesía Anónima, impulsada por la editorial Pre-Textos, y codirigió el festival internacional de poesía cordobés Cosmopoética hasta su edición de 2011. En 2021 comisarió la programación literaria de La Noche de los Libros de la Comunidad de Madrid y actualmente es director artístico del proyecto Córdoba Ciudad de las Ideas. Es crítico literario en el suplemento cultural Babelia del periódico El País.

## Obras

### Poesía
- El invernadero (finalista del X Premio Hiperión; Madrid, Hiperión, 1995). 70 páginas, ISBN 84-7517-443-4.
- Desvelo sin paisaje (II Premio de Poesía Emilio Prados; Valencia, Ed. Pre-Textos, 2002). 60 páginas, ISBN 84-8191-479-7.
- Echado a perder (XI Premio de Poesía Generación del 27, Madrid, Visor, 2007). 60 páginas, ISBN 84-7522-648-5.
- Hacer pie (recopilación, Montevideo, Hum, 2011). 168 páginas, ISBN  978-9974-687-70-7.[2]
- Los allanadores (premio Ojo Crítico). Madrid, Pre-Textos, 2016.[1]

### Novela
- Vida de Pablo (Cáceres, Editorial Periférica, 2011). 313 páginas, ISBN 978-84-92865-30-7.
- El viaje a pie de Johann Sebastian (Cáceres, Editorial Periférica, 2014). 240 páginas, ISBN 978-84-16291-00-7.
- Lejos de Kakania (Cáceres, Editorial Periférica, 2019). 496 páginas, ISBN 978-84-16291-93-9.

### Inclusiones en antologías de poesía
- 10 menos 30: la "ruptura interior" en la poesía de la experiencia (ed. Luis Antonio de Villena, Valencia, Pre-Textos, 1997). ISBN 84-8191-124-0.
- Yo es otro. Autorretratos de la nueva poesía (ed. Josep M. Rodríguez, Barcelona, DVD, 2001). ISBN 84-95007-50-9.
- Veinticinco poetas españoles jóvenes (coords. Ariadna G. García, Guillermo López Gallego y Álvaro Tato, Madrid, Hiperión, 2003). ISBN 84-7517-778-6.
- La lógica de Orfeo (ed. Luis Antonio de Villena, Madrid, Visor, 2003). ISBN 84-7522-926-3.
- Deshabitados (ed. Juan Carlos Abril, Granada, Maillot Amarillo, 2008). ISBN 84-7807-470-9.
- Poesía en mutación (ed. Antonio Jiménez Morato, Barcelona, Alpha Decay, 2010). ISBN 84-92837-06-9.
- Todo es poesía en Granada. Panorama poético (2000-2015). José Martín de Vayas (antólogo). Granada: Esdrújula Ediciones, 2015.

### Cuentos
- Madrid, con perdón. Edición y prologuillo de Mercedes Cebrián. Antología de textos sobre Madrid a cargo de Elvira Navarro, Fernando San Basilio, Esther García Llovet, Carlos Pardo, Juan Sebastián Cárdenas, Jimina Sabadú, Antonio J. Rodríguez, Óscar Esquivias, Natalia Carrero, Grace Morales, Álvaro Colomer, Iosi Havilio y Roberto Enríquez. Editorial Caballo de Troya, 2012.

### Ensayo
- Hace falta estar ciego. Poéticas de compromiso para el siglo XXI (Madrid, Visor, 2003). ISBN 84-7522-912-3 (Edición, junto a José Manuel Mariscal Cifuentes).
- Tratado de urbanismo, de Ángel González (Madrid, Bartleby Editores, 2006). ISBN 84-95408-60-0 (Epílogo de Carlos Pardo).